# Volby v Nizozemsku
Volby v Nizozemsku jsou svobodné. Volí se do parlamentu a Evropského parlamentu. Parlament je dvoukomorový, kde se do poslanecké sněmovny volí 150 členů na čtyřleté volební období. Do senátu volí členové Provinčních rad 75 členů taktéž na čtyřleté volební období.

## Dominantní politické strany
- Lidová strana pro svobodu a demokracii
- Strana práce
- Strana pro svobodu
- Křesťanskodemokratická výzva
- Socialistická strana

## Související kategorie
- Politické strany v Nizozemsku